# Idaea inclusaria
Idaea inclusaria är en fjärilsart som beskrevs av Walker 1863. Idaea inclusaria ingår i släktet Idaea och familjen mätare. Inga underarter finns listade i Catalogue of Life.